# Dirk Scalogne
Dirk Scalogne (Amsterdam, 12 december 1879 - Amstelveen, 1 april 1973) was een Nederlands schermer en militair.
Scalogne won met het Nederlands team een bronzen medaille op de Olympische Zomerspelen in 1912 op het onderdeel sabel. Hij was een officier bij de marine en kapitein van de eerste Nederlandse onderzeeboot in 1906. Scalogne diende tot zijn pensioen in 1936 en vestigde zich toen in Batavia in Nederlands-Indië. Hij werd in de Tweede Wereldoorlog van 1942 tot 1945 door de Japanse bezetter geïnterneerd op Java. 